# Друга французька республіка
Друга республіка (фр. La IIe République) або  Дру́га французька респу́бліка (фр. Deuxième République Française), офіційно Французька Республіка (фр. République française) — французька республіка, проголошена 25 лютого 1848 року, вдруге протягом історії країни. Цей політичний режим утримувався до 14 січня 1852 року, коли Луї Наполеоном Бонапартом було відновлено монархічну форму правління. «Друга республіка» знаходиться між такими двома історичними межами: між Липневою монархією (1830–1848 рр.) і Другою імперією (1852–1870 рр.). Цей історичний період відіграв дуже важливу роль в житті Франції.

## Напередодні встановлення Другої французької республіки
Причиною становлення вдруге французької республіки слугувала революція, що спалахнула серед люду, в основному це були робітники і студенти, для яких останньою краплею, що переповнила чашу невдоволення, було те, що влада заборонила масову демонстрацію народу. 22 лютого 1848 р. розпочалася революція, почались сутички демонстрантів з поліцією. Співаючи «Марсельєзу», колони демонстрантів пройшли до палацу, де засідала Палата депутатів, яка мала передувати масовій демонстрації. Популярним гаслом цього дня було «Даєш реформу!».

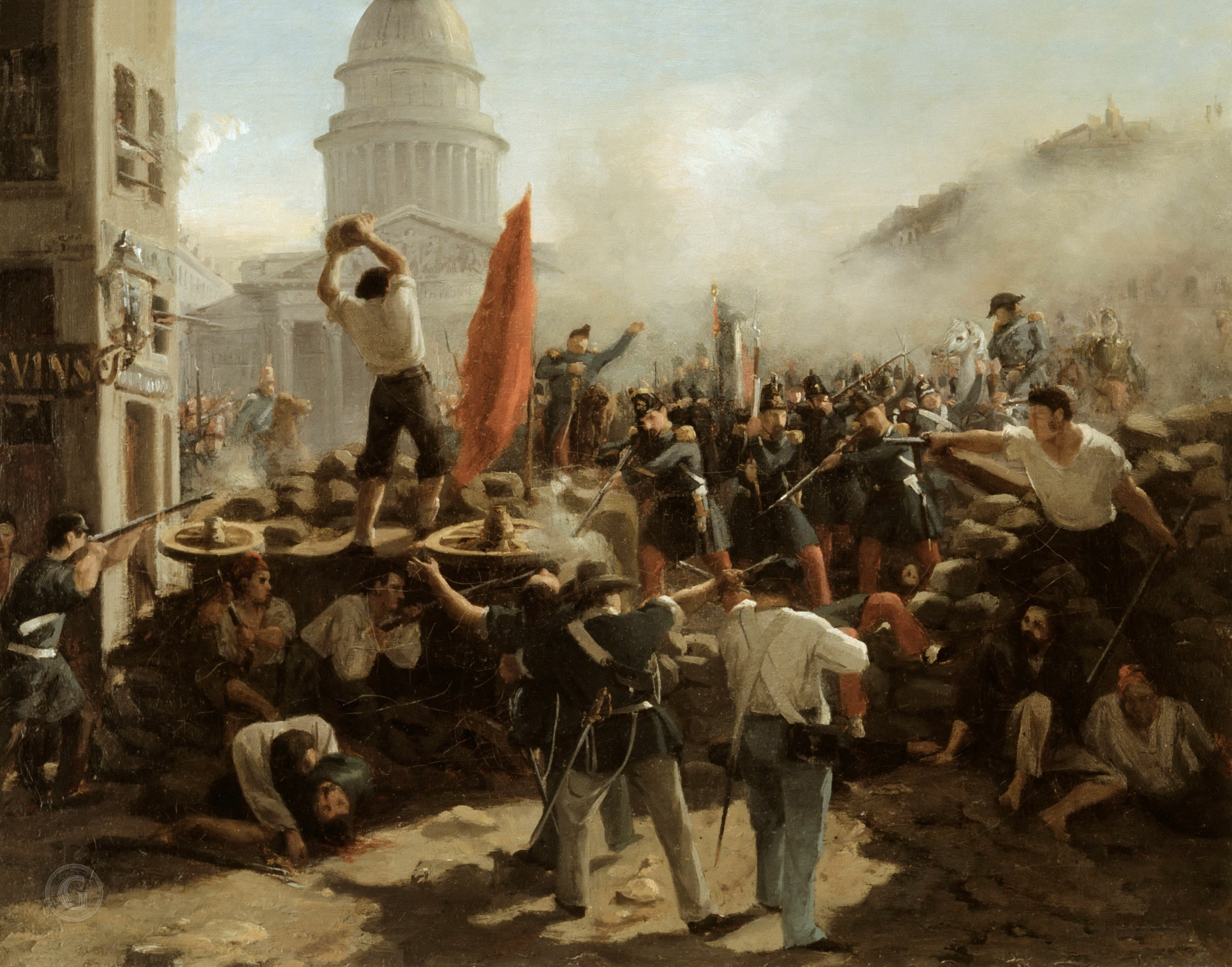
Встановлення барикад у Парижі в лютому 1848, картина Ораса Верне

23 лютого наляканий розвитком подій король відправив уряд у відставку. Звістку про це багато діячів опозиції зустріли із захопленням, і вони були готові задовольнитися досягнутим. Але увечері колона беззбройних демонстрантів була обстріляна військами. У перестрілці загинуло близько 40 чоловік. Чутки про цей злочин підняли мешканців Парижа. За ніч було споруджено майже 1,5 тис. барикад, а наступного дня всі опорні пункти міста опинилися в руках повсталих. Повстанці оточили палац Тюїльрі — резиденцію короля.
Щоб уникнути громадянської війни, Луї-Філіпп 24 лютого відрікся від престолу й виїхав до Британії. Демонстранти увірвалися в королівський палац і влаштували погром. Королівський трон був перенесений на Майдан Бастилії та урочисто спалений. Увечері того ж дня було сформовано Тимчасовий уряд, в якому провідну роль відігравали радикально настроєні республіканці.

## Друга республіка

### Перші реформи Тимчасового уряду
25 лютого 1848 р. Франція була проголошена республікою. Новий уряд прийняв декрет про загальне виборче право для чоловіків. Були скасовані дворянські титули, видані декрети про свободу політичних зборів і друку. У французьких колоніях було скасовано рабство. Робочий день скорочувався до 10 годин в Парижі та до 11 годин в провінції. Прийнятий декрет гарантував робітникам право на працю і відміняв заборону на створення робітничих асоціацій. У Франції встановився найліберальніший режим у Європі.

### Створення національних майстерень
Для боротьби з масовим безробіттям в Парижі створювалися так звані національні майстерні. До них вступали розорені підприємці, службовці, що втратили заробіток, ремісники і робітники, а також представники люмпен-пролетаріату (волоцюги, жебраки тощо). За символічну працю в майстернях щодня видавалося по два франки, що було достатньо для фізичного виживання. Створенням національних майстерень уряд розраховував забезпечити підтримку республіканського устрою.
Вже у квітні 1848 р., коли в майстерні вступило понад 100 тис. чоловік, роботи в місті не вистачало на всіх, і робітників почали використовувати лише два дні на тиждень (за решту днів платили по 1 франку). Прагнучи подолати фінансову кризу, Тимчасовий уряд значно збільшив прямі податки на власників, що викликало незадоволення селян, чим скористалися згодом монархісти.

### Вибори до Установчих зборів
23 квітня 1848 р. відбулися вибори до Установчих зборів. Вони виявили повний крах політики Тимчасового уряду. Радикали і соціалісти отримали всього 60 місць з 900. 590 депутатських мандатів дісталися поміркованим республіканцям і 250 — монархістам.
Установчі збори підтвердили непорушність республіканського устрою у Франції. Нове законодавство передбачало жорсткішу протидію демонстраціям. Установчі збори вирішили розпустити національні майстерні, замінивши їх практичнішою і корисною програмою громадських робіт.

### Червневе повстання
22 червня 1848 р. у газетах було опубліковано рішення Установчих зборів про закриття національних майстерень. Наступного дня близько 50 тис. працівників майстерень, що не бажали розлучатися з дармовими двома франками на день, безробітні, робітники приватних підприємств столиці підняли заколот, і вулиці Парижа заповнилися барикадами.
24 червня Установчі збори передали всю повноту влади військовому міністрові генералові Л. Кавен'яку. Проти повсталих були стягнуті 150 тис. чоловік регулярного війська, батальйонів національної гвардії. Для придушення повстання Л. Кавен'як широко використовував артилерію, яка змітала цілі квартали, що стали центрами опору повстанців. 26 червня заколот був придушений, 1500 чоловік було убито, ще 12 тис. заарештовано і заслано в Алжир.

### Ухвалення Конституції Другої Республіки
4 листопада 1848 р. Установчі збори прийняли Конституцію Другої Республіки, яка офіційно узаконила як форму державного правління республіку. Конституція 1848 року була документом, який відбивав суперечності свого часу. Основний Закон містив численні «соціальні» декларації. В Основному законі проголошувалися принципи свободи, рівності і братерства (ці три поняття зараз є національним девізом Франції), а основами — сім'я, праця, власність, громадський порядок. Держава брала на себе зобов'язання створювати умови громадянам для отримання освіти і допомагати безробітним. Конституція обіцяла недоторканність особи, житла. «Ніхто не може бути арештованим або затриманим інакше, — було сказано в статті 2, — як у силу закону». Йшлося про свободу совісті, свободу друку, свободу навчання. Однак гарантії здійснення цих прав і свобод Конституція не надавала. Конституція надала величезні повноваження президенту. «Всяка власність недоторканна», — заявляла Конституція в статті 11. Вона гарантувала громадянам «свободу праці і промисловості», встановлювала «рівність у відносинах хазяїна і робітника», обіцяла організувати громадські роботи для безробітних (ст. 13).
Система державних органів, за Конституцією, базувалася на принципі розподілу влади. Законодавча влада доручалася Національним зборам, до складу яких входило сімсот п'ятдесят депутатів. Виборче право було прямим і загальним з таємним голосуванням. Виборцями могли бути всі чоловіки старші двадцяти одного року. Майновий ценз було скасовано. Національні збори обиралися на три роки. Реальної сили і авторитету вони не мали.
Центральне місце в державі Конституція відводила незалежному від парламенту президенту. Відповідно до статті 43 «французький народ передає виконавчу владу одній особі — президенту», який обирався загальним голосуванням на чотири роки. Президент отримав дуже широкі повноваження: право внесення законопроєктів, право вето, право помилування і т. д. Він призначав і звільняв міністрів, а за порадою останніх — дипломатів, префектів, суддів, прокурорів, роздавав офіцерські посади. Йому фактично були підпорядковані збройні сили. Однак президент не міг бути переобраним відразу на другий строк, не мав права розпускати Національні збори. Проте він безконтрольно розпоряджався сильним поліцейсько-бюрократичним апаратом, йому підкорялася армія.

## Президентські вибори

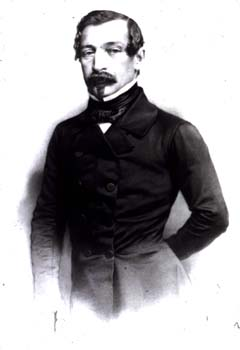
Луї Наполеон Бонапарт III

На виборах президента Франції 10 грудня 1848 р. впевнено переміг Наполеон III Бонапарт (Луї Наполеон Бонапарт III), племінник Наполеона І. Це стало можливим унаслідок масового невдоволення і озлоблення селян проти республіки та завдяки широкому впровадженню в селянському середовищі легенди про те, що Наполеон I захищав інтереси селян. Французькі селяни, найменш освічена і найчисельніша частка населення країни, вірили, що «племінник свого дядька» захистить їх інтереси, позбавить від податків і гніту лихварів. За нього голосували і маса дрібних, середніх буржуа, і багато орлеаністів, які розраховували, що президент розчистить шлях до відновлення Липневої монархії.

## Бонапартистський переворот 1851 р
У листопаді 1852 року сенатус-консульт визнає Луї Бонапарта імператором Франції Наполеоном III. 2 грудня 1851 року під виглядом захисту республіки Луї Бонапарт здійснив державний переворот: війська зайняли всі стратегічні пункти, в Парижі оголосили воєнний стан; Національні збори розігнали, ряд депутатів заарештували. Так було встановлено відкриту військову диктатуру. Показово, що плебісцит схвалив цей переворот: селянство довіряло Луї Бонапарту (для утвердження державного перевороту 21 грудня 1851 р. був проведений плебісцит (опитування населення, всенародне голосування з найважливіших питань державного життя), яке повинне було відповісти на питання: «Чи бажає французький народ зберегти владу за Луї Наполеоном Бонапартом і надати йому необхідні повноваження для встановлення конституції на підставах, запропонованих в його прокламації від 2 грудня?»). Плебісцит відбувався за умов бонапартистського терору і демагогії і дав «бажаний результат». Відразу ж після плебісциту були знищені всі залишки демократичних свобод.

## Встановлення Другої Імперії
14 січня 1852 р. була прийнята нова Конституція Франції, що встановлювала систему влади за зразком, створеним свого часу Наполеоном Бонапартом. У країні сталося відновлення монархічної форми правління. Вся повнота влади надається президенту, який тепер обирається на десять років. Він є главою збройних сил, призначає міністрів, від його імені здійснюється правосуддя, парламентарії та посадові особи приносять йому присягу на вірність. Величезну роль відігравав президент у законодавчому процесі, в якому брали участь Державна рада, Законодавчий корпус і Сенат. Президент проголошував стан облоги, видавав декрети і затверджував закони. Офіційне проголошення 2 грудня 1852 року Другої імперії означало встановлення бонапартизму — монархічного режиму, який характеризувався широким використанням у державно-політичному житті армії, поліції, бюрократичного чиновництва, церковного апарату з метою придушення революційного руху народних мас.